# Will Stronger Than Death
Will Stronger Than Death – dziesiąty album studyjny polskiej grupy muzycznej Graveland. Wydawnictwo ukazało się 25 marca 2007 roku nakładem wytwórni muzycznej No Colours Records. Nagrania zostały zarejestrowane w Eastclan Forge Studio w 2006 roku. Wszystkie partie wokalne oraz instrumenty nagrał Rob Darken. Partie chóru zostały nagrane przez Atlantean Monumental Choir oraz Ancient Valkyrian Choir.

## Lista utworów
Opracowano na podstawie materiału źródłowego.
1. "Fire Dragon of Black Sun" - 08:07
2. "Throne of the Granite" - 08:07
3. "Battle of the Giants" - 09:04
4. "Fire and Snow" - 07:01
5. "Apocalypto" - 07:47
6. "Victoria Divina" - 05:55
7. "Shadows of the Past" - 08:28

## Wydania
| Rok  | Nr katalogowy | Format             | Wytwórnia          | Region | Źródło |
| ---- | ------------- | ------------------ | ------------------ | ------ | ------ |
| 2007 | NC 118        | CD, Album          | No Colours Records | Niemcy | [ 3 ]  |
| 2007 | NC 118        | CD, Album, Ltd, A5 | No Colours Records | Niemcy | [ 3 ]  |
| 2007 | NC 118        | LP, Album, Ltd     | No Colours Records | Niemcy | [ 3 ]  |
| 2009 | WP31          | Cass, Album, Ltd   | Werewolf Promotion | Polska | [ 3 ]  |